# Архієпархія Херсонеса Зехії
Архієпархія Херсонеса Зехії (лат.: Archidioecesis Chersonensis in Zechia) — закрита кафедра Константинопольського патріархата та титулярна кафедра католицької церкви.

## Історія
Херсонес, що відповідає місту Севастополь в Україні, є стародавнім архієпископством римської провінції Зехія. У Notitia Episcopatuum, складеному візантійським імператором Левом VI (886-912), кафедра занесена на 19-е місце серед архієпископських резиденцій Константинопольського патріархату. Пізніше він був піднесений до митрополичого престолу, грецькі єпископи якого ще відомі в XV столітті.
Переказ згадує, що саме в Херсонесі папа Климент I був засланий і помер там близько 97 року.
У першій половині XIV століття місто стало генуезькою колонією. 5 липня 1333 р. Папа Іван XXII заснував єпархію «де було ім'я святого Климента в землі Готії в частинах Сходу», суфрагана архієпархії Боспору. Єпископом був призначений домініканець Ріккардо Англікус, який, здається, також був єдиним власником цієї кафедри.
Зі знищенням міста турками в 1475 році зникла і християнська громада.
З ХІІ століття Херсонес Зекійський зараховується до титульних архієпископських престолів Католицької Церкви; місце було вакантним з 3 липня 1976 року.

## Хронотаксис

### Грецькі архієпископи
- Євген †
- Агатодоро †
- Капітій †
- Елпідій †
- Святий Василій † (за часів імператора Діоклетіана)
- Етер (або Едесій) † (згадується в 381 р.)
- Лонгін ? † (згадується в 449 р.) [3]
- Стефан † (згадується в 553 р.)
- Святий Єфрем †
- Георгій † (згадується в 692 р.) [4]
- Павло † (згадується 879 р.)

### Латинські єпископи
- Ріккардо Англікус, OP † (16 липня 1333 р. - ?)

### Титулярні архієпископи
- Сигізмунд Мяшовіский, OP † (18 квітня 1644 р . - ?)
- Дональд Алоїзіус Макінтош † (помер 11 червня 1912 — 8 жовтня 1919 )
- Алексіс-Арман Шарост † (18 червня 1920 — 22 вересня 1921, наступник архієпископа Ренна)
- Джованні Беда Кардинале, OSB † (помер 25 липня 1922 — 1 грудня 1933)
- Альберт Леваме † (помер 21 грудня 1933 - 5 грудня 1958)
- Луї Парізо, SMA † (помер 5 січня 1960 - 21 квітня 1960)
- Серапіон Улугогян, CAM † (помер 22 липня 1960 - 16 травня 1965 )
- Гемаяг Гедікян, CAM† (3 березня 1971 — 3 липня 1976 призначений Патріархом Кілікії)

## Зовнішні посилання
- (англ.) La sede titolare nel sito di www.catholic-hierarchy.org
- (англ.) La sede titolare nel sito di www.gcatholic.org